# Barwertidentität
Bei der Barwertidentität handelt es sich um eine Gleichheit des Barwerts von Residualgewinnen und Cashflows.
{\displaystyle PV=\sum _{t=1}^{n}{\frac {RG_{t}}{(1+i)^{t}}}=\sum _{t=1}^{n}{\frac {CF_{t}}{(1+i)^{t}}}}
Durch den notwendigerweise gleichen Zinssatz i für Cashflows und Residualgewinne folgt eine Gleichheit des Barwerts zu einem beliebigen Zeitpunkt t (mathematische Identität). Offensichtlich stellt eine Barwertidentität eine Vereinfachung der Vergleichbarkeit von Barwerten dar. So ist  der ermittelte Wert durch Barwertidentität kompatibel zum Shareholder-Value der wertorientierten Unternehmensführung.